# Clastobryum planulum
Clastobryum planulum là một loài Rêu trong họ Sematophyllaceae. Loài này được (Mitt.) Brühl mô tả khoa học đầu tiên năm 1931.